# Matrei in Osttirol
Matrei in Osttirol es una localidad del distrito de Lienz, en el estado de Tirol, Austria, con una población estimada a principio del año 2018 de 4667 habitantes. 
Se encuentra ubicada al sureste del estado, en la región de Tirol Oriental, al sureste de la ciudad de Innsbruck —la capital del estado— y cerca de la frontera con Italia y los estados de Carintia y Salzburgo.

## Galería

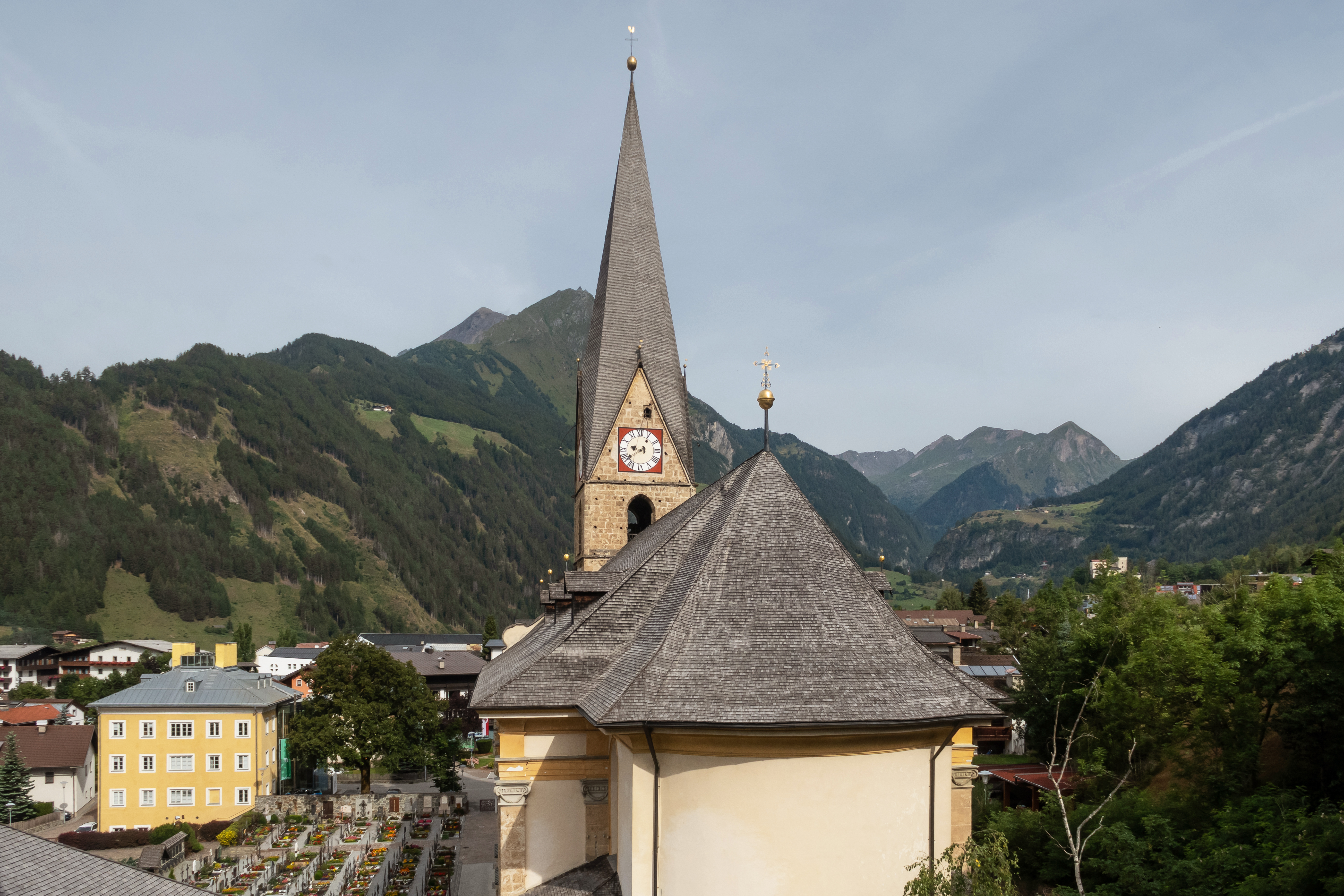
Matrei in Osttirol, la iglesia catolica (Pfarrkirche Sankt Albanus)
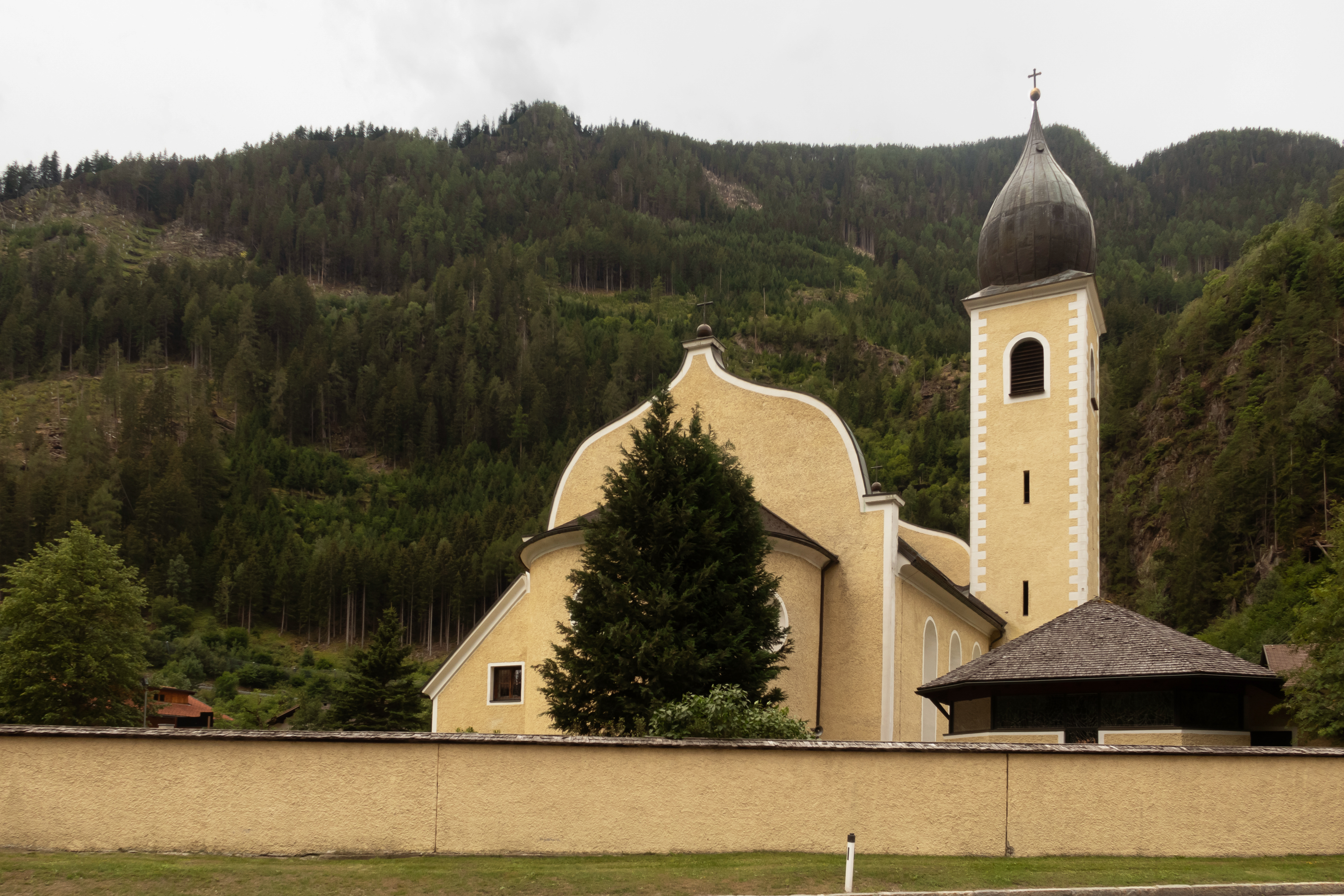
Huben, la iglesia: la Herz-Jesu-Kirche
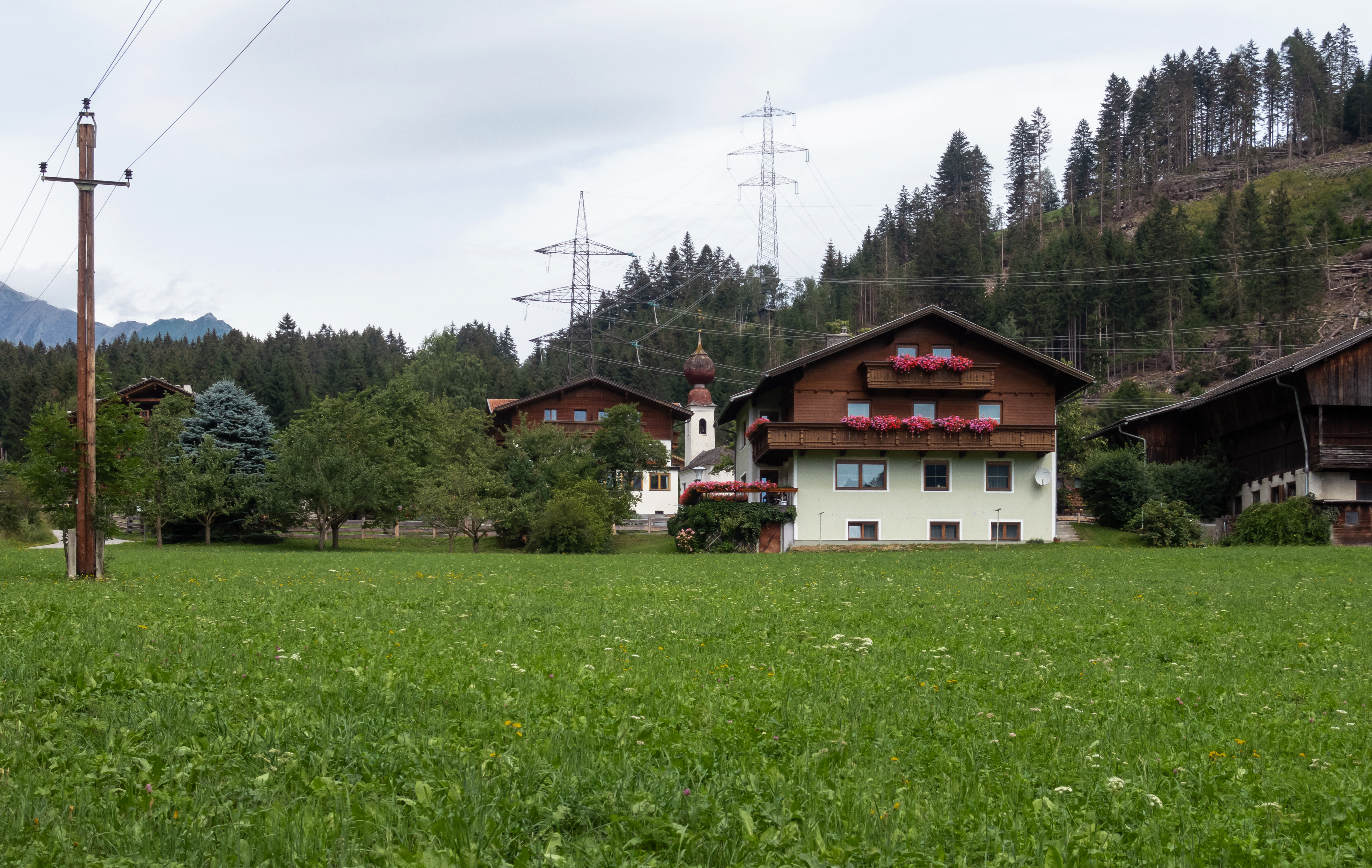
Feld, vista del pueblo con la iglesia
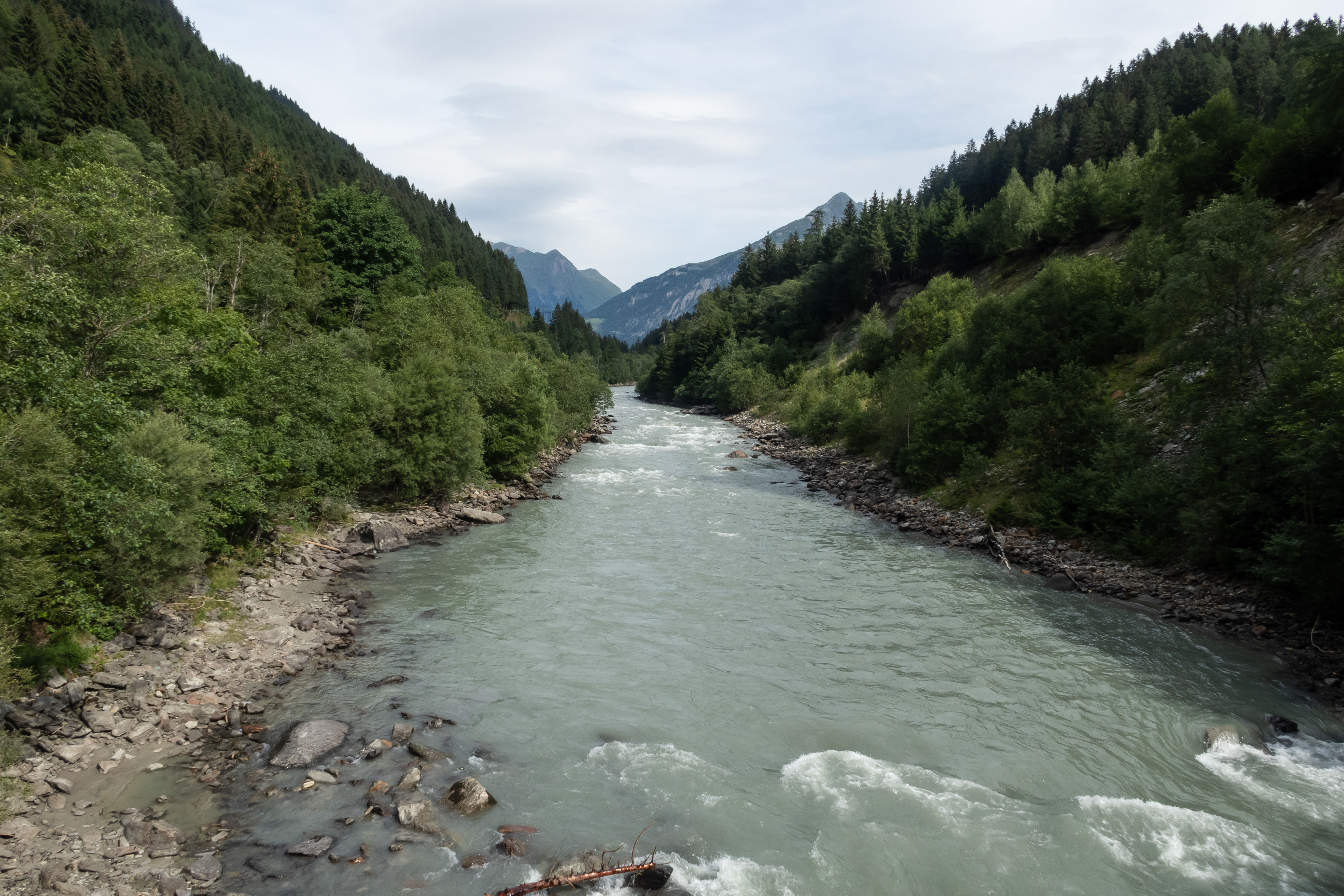
El rio Isel cerca Feld
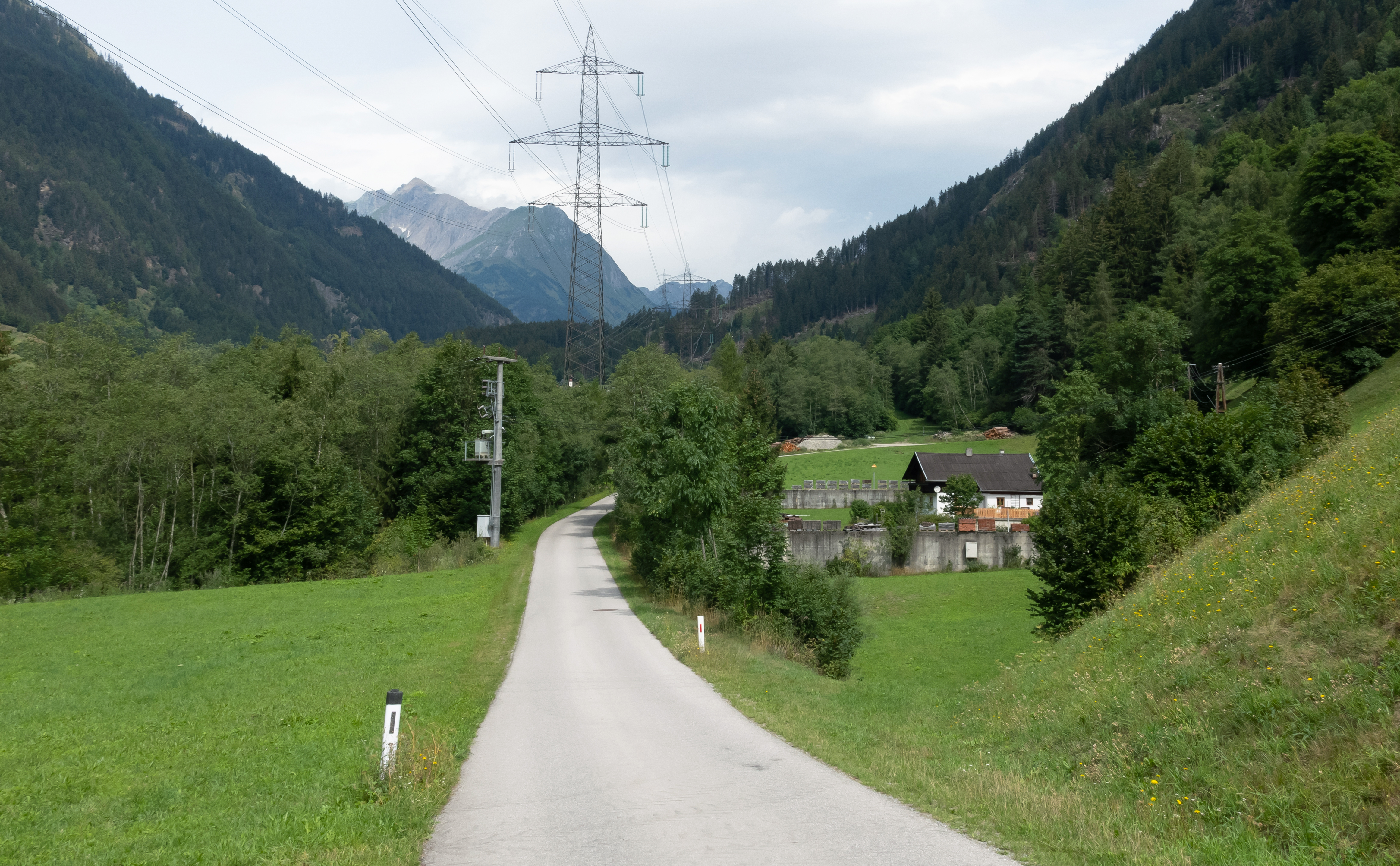
El panorama de la calle cerca Moos